# Peter Turkson

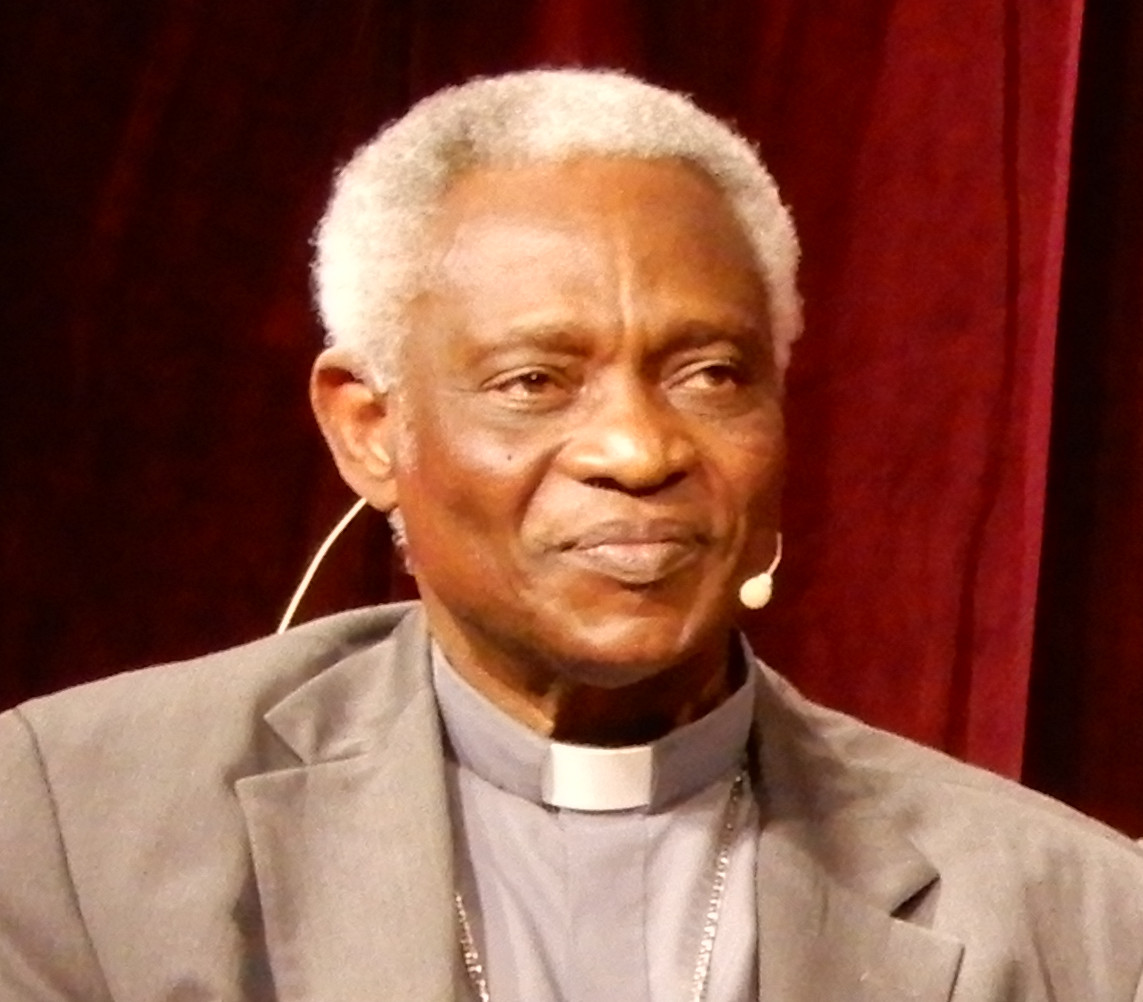
Peter Turkson på Bokmässan 2022

Peter Kodwo Appiah Turkson, född 11 oktober 1948 i Wassaw Nsuta, Ghana, är sedan 1992 ärkebiskop av Cape Coast och sedan 2003 kardinal i romersk-katolska kyrkan. 

## Biografi
Turkson föddes i Wassaw Nsuta, Ghana och studerade i New York och Rom såväl som i sitt eget land. Han doktorerade i exegetik under 1982. Som polyglott talar han minst sex olika språk. Förutom sitt modersmål fante talar han engelska, tyska, franska, italienska och hebreiska. Turkson förstår även latin, grekiska och hebreiska.
Turkson prästvigdes den 20 juli 1975, utnämndes till ärkebiskop av Cape Coast den 6 oktober 1992 och upphöjdes av påve Johannes Paulus II till kardinalskollegiet under 2003. Han utsågs till kardinalpräst med San Liborio som titelkyrka. Han var en av kardinalelektorerna vid konklaven 2005. 
Han beskrevs som en av Afrikas mest energiska kyrkoledare av den brittiska katolska tidningen The Tablet.

## Debatt och kontrovers
I oktober 2011 efterfrågade kardinal Turkson införandet av en "global allmän auktoritet" och en global centralbank, ämnad att reglera finansinstitutioner han menade var omoderna och dåliga på att hantera kriser på ett rättvist sätt. I ett dokument, kallat Towards Reforming the International Financial and Monetary Systems in the Context of a Global Public Authority, krävde han bland annat en internationell skatt på finansiella transaktioner, i linje med idén om en så kallad Tobinskatt.
I oktober 2012 uppstod en debatt kring Turkson, efter att han visat en YouTube-video om "muslimsk demografi" vid en internationell konferens för biskopar. Kritiker kallade filmen alarmistisk, och ifrågasatte Turksons motiv för att visa filmen.

## Fotnoter
1. ↑  The Tablet, 23 april 2005
2. ↑  Towards Reforming the International Financial and Monetary Systems in the Context of a Global Public Authority Arkiverad 7 januari 2012 hämtat från the Wayback Machine., full text
3. ↑  Pullella, Philip (24 oktober 2011). ”Vatican calls for global authority on economy, raps "idolatry of the market"”. Reuters.com. Arkiverad från originalet den 2 februari 2015. https://web.archive.org/web/20150202083347/http://www.reuters.com/article/2011/10/24/idUS264245887020111024. Läst 13 januari 2015.
4. ↑  Tom Kington in the Vatican (24 oktober 2011). ”Vatican joins calls for crackdown on financial markets”. London: Guardian. http://www.guardian.co.uk/world/2011/oct/24/vatican-calls-crackdown-financial-market?newsfeed=true. Läst 13 januari 2015.
5. ↑  Naomi O'Leary: Cardinal causes uproar with "Muslim scare" video at Vatican Arkiverad 14 januari 2015 hämtat från the Wayback Machine. Reuters, 15 October 2012